# Jacques Longueval
Pour les articles homonymes, voir Longueval (homonymie).
Jacques Longueval, né le 18 mars 1680 à Péronne (France) et décédé le 14 janvier 1735 à Paris, est un prêtre jésuite français, théologien, érudit et historien de l'Église catholique en France.

## Biographie
Longueval entre au noviciat des Jésuites le 17 septembre 1699. Il enseigne dans les classes de grammaire et d’humanités de 1700 à 1707 aux collèges d'Amiens et de la Flèche ; puis il enseigne la théologie de 1719 à 1728, avant de se retirer à la maison professe de Paris, où il rassemble la documentation et fait de la recherche en vue de son Histoire de l’Église gallicane.
En reconnaissance de son travail, l’Assemblée du clergé de France lui accorde, en 1730, une pension annuelle de 500 livres et une gratification de 2 500 livres. Malheureusement, une apoplexie l’emporte dans sa cinquante-quatrième année, alors qu’il en est en train de terminer le 8e volume. Il avait presque mis la dernière main au 9e et au 10e volumes . Les pères Fontenai, Brumoy et Berthier continueront les volumes onzième et suivants de l'œuvre monumentale qui comptera jusqu'à 18 tomes. On trouve parmi ses papiers une Histoire du pélagianisme, qui était son premier ouvrage.

## Écrits
- Traité du schisme, Bruxelles, t'Serstevens, 1718, in-8.
- Histoire de l'Église gallicane (vol.1 à 8), Paris, 1730 à 1734, in-8.

## Sources
- Denis Diderot et Jean d'Alembert, Encyclopédie ou Dictionnaire raisonné des sciences, des arts et des métiers, tome XXV, Berne et Lausanne, 1780, société typographique.
- Charles-Louis Richard, Dictionnaire universel, dogmatique, canonique, historique, géographique et chronologique des sciences ecclésiastiques, Paris, Jacques Rollin, Charles-Antoine Jombert et Jean-Baptiste-Claude Bauche, 1760, p. 689.
- Camille de Rochemonteix, Un collège de Jésuites aux XVIIIe et XVIIIe siècles : le collège Henri IV de La Flèche, t. 4, le Mans, Leguicheux, 1889, p. 145.
- Barbier,4,795.